# Chapultepec: Naturaleza y Cultura
Chapultepec: Naturaleza y Cultura es un proyecto cultural y plan maestro ubicado en el Bosque de Chapultepec, en la Ciudad de México. El proyecto comenzó a realizarse en 2018, como propuesta cultural de la administración de Andrés Manuel López Obrador. Una de las intenciones del proyecto es proteger el patrimonio natural y cultural de la zona del Bosque de Chapultepec, así como generar una reestructuración de los espacios públicos y culturales, como los museos, de Chapultepec. El 24 de septiembre de 2024, fue inaugurada la Cineteca Nacional Chapultepec.

## Historia
El proyecto de Chapultepec: Naturaleza y Cultura comenzó el 1 de diciembre de 2018, con la apertura del Complejo Cultural Los Pinos, en la antigua residencia de los presidentes. Más adelante, la Secretaría de la Defensa Nacional donó al proyecto 120 hectáreas de terreno, que eran parte del Campo Militar F1, los cuales se convirtieron en la Cuarta Sección del Bosque de Chapultepec.
En un principio el proyecto se conoció como Plan de Acción, con la finalidad de crear un parque artístico y cultural de 800 hectáreas, bajo la coordinación de Gabriel Orozco.
La rehabilitación comenzó en 2019, que incluía las cuatro secciones del bosque.
En septiembre de 2022, Alejandra Frausto, secretaria de Cultura, anunció un avance del 68% del total del proyecto. En enero de 2023, Claudia Sheinbaum, jefa de gobierno de la Ciudad de México, señaló que ya se habían terminado tanto el Centro de Cultura Ambiental como la Calzada Flotante. Durante 2023 se ha trabajado en el Espacio de Artes Escénicas, que es parte del Centro Cultural del Bosque; así como en la nueva Cineteca Nacional Chapultepec.
Otro espacio de infraestructura planeado para el proyecto es la Bodega Nacional de Colecciones, que será operada por el INBAL.
En enero de 2023, Andrés Manuel López Obrador inauguró la Calzada Flotante y el Centro de Cultura Ambiental. La Calzada Flotante se trata de un puente elevado peatonal que conecta el Complejo Cultural Los Pinos con la segunda sección del Bosque de Chapultepec.
El 24 de septiembre de 2024, fue inaugurada la cuarta sección del Bosque de Chapultepec junto con la línea 3 del Cablebús, la cual permite a los visitantes trasladarse a las cuatro secciones del bosque.

## Proyecto
El proyecto plantea la construcción y transformación de espacios del Bosque de Chapultepec divididos en doce nodos: Casa Lázaro Cárdenas, Casa de la Cultura Política, Casa del maíz (Cencalli), Pabellón Contemporáneo Mexicano, Cubo acústico, Centro de Cultura Ambiental, Panteón de Dolores, Emita Vasco de Quiroga, Pabellón de Cultura Urbana, Cineteca Nacional Chapultepec, Bodega Nacional de Arte y el Pabellón de la Defensa Nacional.

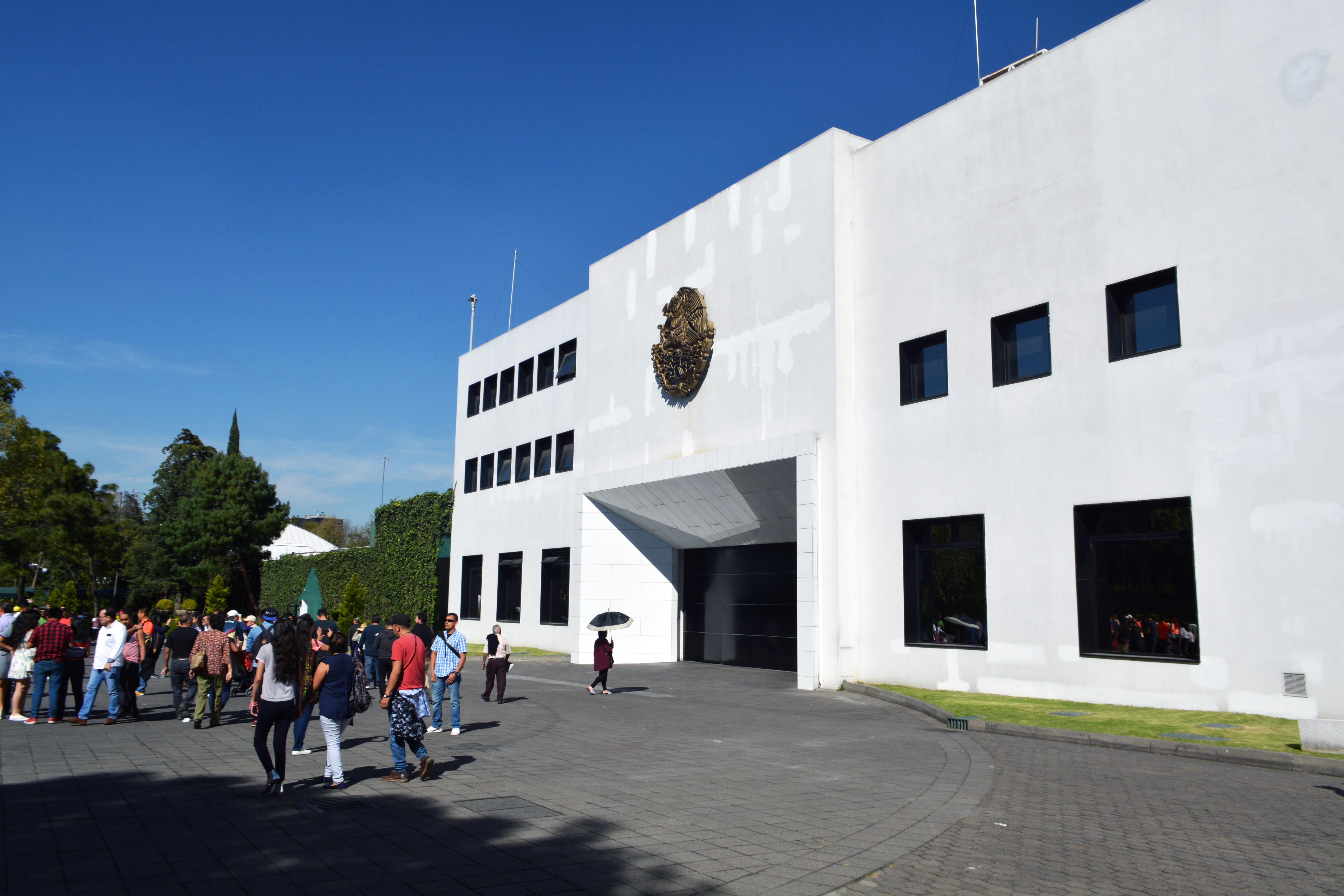
Complejo Cultural Los Pinos

## Infraestructura
El espacio Chapultepec: Naturaleza y Cultura posee espacios culturales y naturales.
El complejo posee 13 edificios, cuatro de los cuales son nuevos y los demás rehabilitados.
Espacios culturales existentes: 
- Complejo Cultural Los Pinos
- Museo Nacional de Antropología
- Museo de Arte Moderno
- Centro Cultural del Bosque
- Museo Nacional de Historia Castillo de Chapultepec
- Museo Tamayo Arte Contemporáneo
- Auditorio Nacional
- Lunario del Auditorio Nacional
- Casa del Lago Juan José Arreola
- Museo del Caracol
- Museo de Historia Natural
- Centro de Cultura Digital Estela de Luz
- Sala de Arte Pública Siqueiros
- Centro de Cultura Alimentaria
- Casa Presidencial Lázaro Cárdenas

Proyectos nuevos:
- Restauración de la Ermita Vasco de Quiroga
- Casa del maíz (Cencalli)
- Pabellón de la Defensa Nacional
- Bodega Nacional de Arte
- Cineteca Nacional Chapultepec
- Casa de la Cultura Política
- Pabellón Contemporáneo Mexicano
- Cubo escénico
- Jardín etnobotánico y espacio de cultura ambiental
- Pabellón de cultura urbana
- Panteón de Dolores
- 5 puentes[11]